# Мирослав Штепан
Мирослав Штепан (чеськ. Miroslav Štěpán; 5 серпня 1945, Лоуни — 23 березня 2014, Прага) — чехословацький і чеський комуністичний політик, перший секретар Празького міського комітету, член президії ЦК КПЧ у 1988—1989 роках. Займав ортодоксальні позиції, у листопаді 1989 року виступав за придушення Оксамитової революції. Після зміни суспільно-політичного ладу у Чехословаччині засуджено за зловживання владою. У Чехії заснував й очолював ортодоксальну компартію. Успішно займався бізнес-консалтингом.

## Партійна кар'єра
Закінчив сільськогосподарський коледж. Здобув диплом інженера, але не працював за фахом. Після придушення Празької весни зробив кар'єру в комсомольському та партійному апараті КПЧ.
У 1974—1977 роках Штепан був секретарем Празького комітету Соціалістичного союзу молоді (чехословацький аналог комсомолу). З 1977 до 1986 рік очолював Міжнародну спілку студентів. У 1986 обійняв посаду секретаря Празького міського комітету КПЧ. У 1981—1989 роках був депутатом Федеральних зборів ЧССР.
З квітня 1988 року Штепан — перший секретар Празького міськкому. За посадою він став секретарем ЦК КПЧ. З жовтня 1988 року — член президії ЦК КПЧ, вищого органу партійної влади. Дотримувався ортодоксальної позиції та сталінської ідеології. Уособлював політику нормалізації — викорінення спадщини Празької весни.
На посаді першого секретаря Празького міськкому КПЧ Мирослав Штепан позиціювався як прихильник енергійного господарського розвитку за жорсткого придушення політичного інакомислення. Це відповідало курсу тодішнього керівництва КПЧ, яке формально змушене було використовувати фразеологію радянської перебудови, але категорично відмовлялося від будь-яких політичних перетворень. За посадою партійного секретаря Штепан очолював у Празі формування Народної міліції і ніс особисту відповідальність за силове придушення протестних виступів у 1988 та на початку 1989 років.

## Повалення, арешт, в'язниця
17 листопада 1989 року студентська демонстрація в Празі започаткувала Оксамитову революцію. На тлі розгубленості вищого керівництва Мирослав Штепан зайняв жорстку позицію, наполягав на застосуванні насильства із залученням поліції та «Народної міліції». Оскільки столична адміністрація та поліція перебували у підпорядкуванні міськкому КПЧ, розгін маніфестації 17 листопада сприймався як його особисте рішення. Проте сам Штепан згодом стверджував, що був проти застосування сили і навіть переконав генерального секретаря ЦК КПЧ Мілоша Якеша скасувати наказ про введення до Праги частин Народної міліції.
19 листопада Громадянський форум вимагав відставки Штепана.

Штепан спробував вдатися до політичного маневрування. 23 листопада він прибув на завод ČKD та спробував виступити перед робітниками. Спроба зазнала провалу, Штепан був фактично вигнаний із підприємства.
«Країна може бути капіталістичною чи соціалістичною, — заговорив секретар із робітниками. — Але ні в тій, ні в іншій п'ятнадцятирічні діти не вирішують, кому бути президентом…» Відповідь була негайно: «Ми тобі не діти! Забирайся!» Секретар закінчив трихвилинну промову. Вона не вдалася. Того ж дня, 23 листопада, коваль Міллер вивів багатотисячну робітничу демонстрацію під антикомуністичними гаслами.
24 листопада надзвичайний пленум ЦК КПЧ змінив партійне керівництво. Новим генеральним секретарем став Карел Урбанек, налаштований на компроміс з опозицією. 25 листопада Мирослав Штепан подав у відставку з партійних посад, 7 грудня виключено з КПЧ. 22 грудня 1989 року — формально ще за комуністичного режиму — Штепана заарештували за звинуваченням у зловживанні владою. Суд засудив його до 4 років ув'язнення за розгони празьких маніфестацій жовтня 1988 року, січня та листопада 1989 року зі застосуванням водометів і сльозогінного газу. Згодом термін скоротили до 2,5 років. У жовтні 1991 року Штепан вийшов з в'язниці умовно-достроково.

## Комуніст і бізнесмен
З 1993 року Мирослав Штепан спробував знову зайнятися політикою. Комуністична партія Чехії і Моравії — офіційний наступник КПЧ — підтвердила рішення про його виключення. Тоді Штепан заснував «Народний союз національного та соціального порятунку», а у 1995 році очолив Партію чехословацьких комуністів — попри поділ на Чехію та Словаччину. У компартії Штепана перебував колишній лейтенант чехословацької держбезпеки Людвік Зіфчак, який 17 листопада 1989 року зображував «убитого студента» в порядку спецоперації.
Партія Штепана, що діяла у Чехії, відмежувалася від «ревізіонізму» пізньої КПЧ 1990—1992 років і КПЧМ, виступала під гаслами ортодоксального марксизму-ленінізму та сталінізму. Штепан підтримував міжпартійні зв'язки з КПРФ й ортодоксальними компартіями пострадянського простору, об'єднаними у СКП-КПРС Олега Шеніна. Скількись помітної популярності партія не набула, Штепан двічі зазнав поразки на парламентських виборах.
Поряд із комуністичною політикою, Штепан займався у Чехії приватним бізнес-консалтингом. Його колишні зв'язки у вищому ешелоні влади ЧССР допомогла встановити бізнес-контакти з Росією та Китаєм. Штепан також виступав партнером великої фірми з продажу нерухомості.
Останнім десятиліттям свого життя Мирослав Штепан відійшов від політики. Помер від тяжкої хвороби в Університетській клініці Виногради.
У похороні Штепана брали участь колишній перший секретар ЦК КПЧ Мілош Якеш, повалений Оксамитовою революцією, і відомий підприємець-мільярдер Роман Янушек, фігурант кримінально-корупційних скандалів.

## Доробок та погляди
Мирослав Штепан видав дві книги: «Spoveď vězne sametové revoluce» («Сповідь в'язня Оксамитової революції») (1991) та «Můj život v sametu aneb Zrada přichází z Kremlu» («Моє життя в оксамиті, або Зрада вдарила з Кремля») (2013). Назва другої книги полемічно обіграє відомий твір Зденека Млинаржа «Mráz přichází z Kremlu» («Мороз ударив із Кремля»), оскільки Штепан виступає з протилежних Млинаржу позицій.
У жовтні 2013 року Мирослав Штепан дав інтерв'ю популярному «бульварному» виданню «Aha!» Висловлені ним судження були далекі від комуністичної ортодоксальності та помітно відрізнялися від політичних виступів. Зокрема, він визнав «дурість» низки партійних рішень, віддав належне інтелекту Вацлава Гавела (з сім'єю якого підтримував знайомство), визнав, що підтримує соціал-демократичного президента Мілоша Земана.